# (74409) 1998 YN28
(74409) 1998 YN28 – planetoida z pasa głównego asteroid okrążająca Słońce w ciągu 5,19 lat w średniej odległości 3 j.a. Odkryta 16 grudnia 1998 roku.